# Małgorzata Heretyk-Musiał
Małgorzata Heretyk-Musiał (również jako Małgorzata Heretyk, ur. 17 lutego 1993 w Krakowie) – polska aktorka telewizyjna, absolwentka Szkoły Aktorskiej i Telewizyjnej SPOT w Krakowie.

## Kariera
Jako nastolatka uczestniczyła w warsztatach aktorskich w Teatrze Ludowym oraz w Młodzieżowym Domu Kultury im. Andrzeja Bursy w Krakowie. W roku 2014 zadebiutowała w serialu TVN Szkoła, a następnie występowała w serialu 19+, gdzie grała rolę Meli. W roku 2019 wystąpiła w filmie 1800 gramów. Wiosną 2020 roku aktorka wzięła udział programie TVN Ameryka Express.

## Życie prywatne
Aktorka prywatnie związana jest z Ernestem Musiałem, którego poznała na planie serialu 19+. Para zaręczyła się w roku 2019, a rok później wzięli ślub. W lipcu 2022 roku na świat przyszła ich córka Nel.